# Sváb Kunigunda cseh királyné
Hohenstaufen Kunigunda vagy Sváb Kunigunda (németül: Kunigunde von Staufen oder Schwaben, csehül: Kunhuta Štaufská nebo Švábská; 1202 eleje – 1248. szeptember 13.), a Hohenstauf-házból származó sváb és német hercegnő, Sváb Fülöp német király és Angelosz Irén királyné leánya, aki I. Vencel cseh királlyal kötött házassága révén cseh királyné 1230 és 1248 között, Nagy Ottokár cseh király édesanyja és Vencel magyar király dédanyja.

## Származása

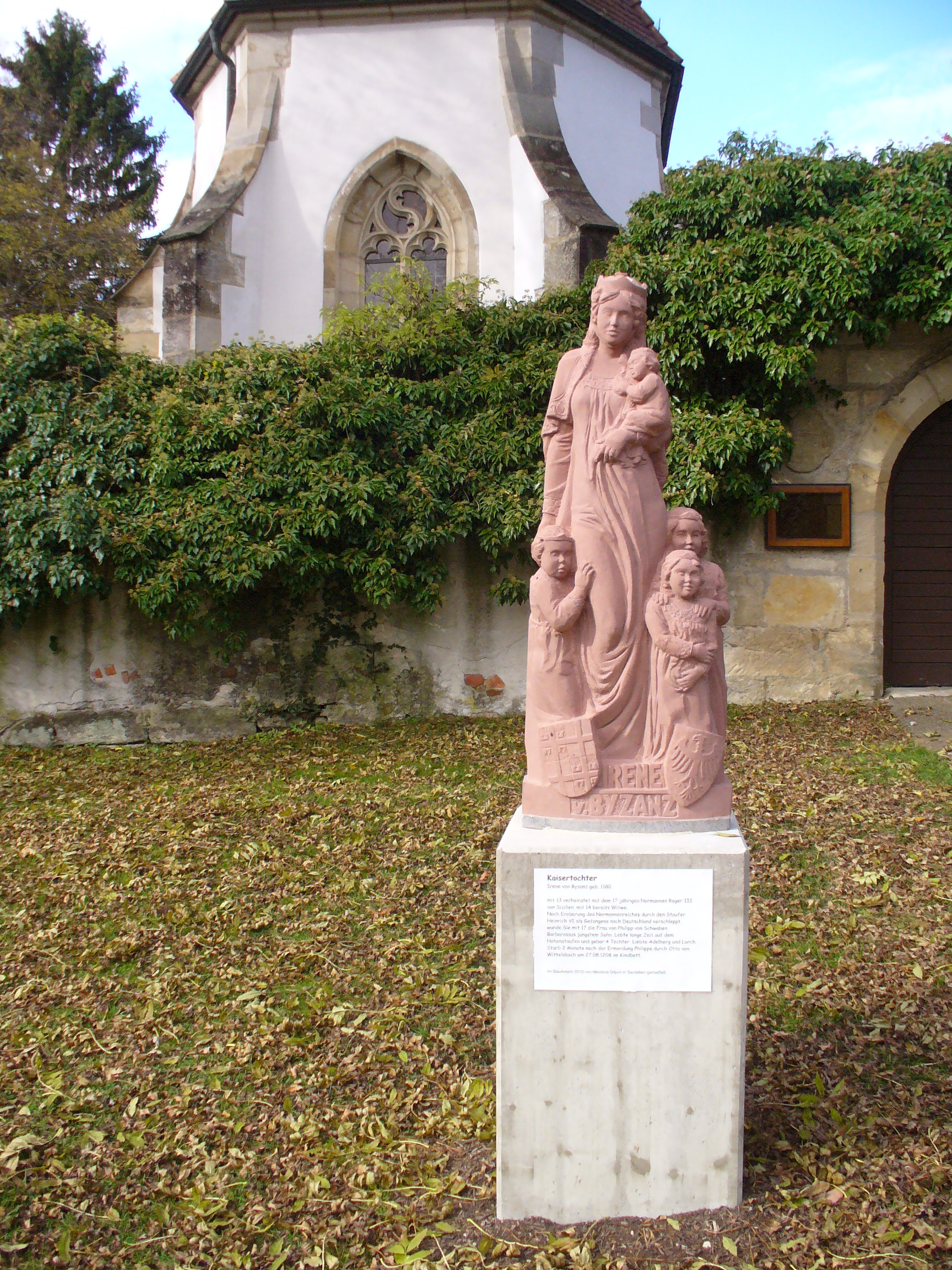
Kunigunda édesanyjának szobra gyermekekkel az adelbergi kolostorban

Kunigunda hercegnő 1202 elején született a német nemesi család, a Hohenstaufen-ház tagjaként. Apja Fülöp német király, aki Barbarossa Frigyes német-római császár és I. Beatrix burgundi uralkodó grófnő fia volt. Apai nagyapai dédszülei Félszemű Frigyes sváb herceg és Bajorországi Judit (IX. Henrik bajor herceg leánya), apai nagyanyai dédszülei III. Rajnáld burgundi gróf és Lotaringiai Agáta (I. Simon felső-lotaringiai herceg leánya) voltak. Kunigunda anyja a bizánci császári családból származó Angelosz Irén, aki II. Iszaakiosz bizánci császár leánya volt, olyan felmenőkkel mint apai nagyapai dédanyja, Theodóra Komnéné, aki I. Alexiosz bizánci császár leánya volt.
A hercegnő szülei második leánygyermeke volt. Miután szüleinak csak leány gyermekeik születtek, így testvérei között olyan előkelő rangot betöltő személyek vannak mint Sváb Beatrix császárné, a későbbi Braunschweigi Ottó német-római császár felesége, továbbá Sváb Mária hercegné, II. Henrik brabanti herceg első felesége és Sváb Beatrix királyné, aki Szent Ferdinánd kasztíliai király felesége lett.

## Házassága és gyermekei
Kunigunda férje a cseh királyi dinasztia, a Přemysl-házból származó I. Vencel cseh király lett. Vencel I. Ottokár cseh király és Magyarországi Konstancia királyné (III. Béla magyar király lányának) a fia volt. Kettőjük házasságára 1224-ben került sor, majd 1228-ban meg is koronázták őket, végül 1230-tól trónra is léptek. Kapcsolatukból összesen öt gyermek született. Gyermekeik:
- Ulászló herceg (1227 körül – 1247 körül), morvai őrgróf.
- Ottokár herceg (1232 körül - 1278. augusztus 26.), apja örököseként cseh király.
- Beatrix hercegnő (1231 körül - 1286 körül), III. Ottó brandenburgi őrgróf felesége lett.
- Ágnes hercegnő (? – 1268 körül), házasságot kötött III. Henrik meisseni őrgróffal.
- egy ismeretlen nevű leány gyermek aki korán elhunyt.